# Meteorus tetralophae
Meteorus tetralophae är en stekelart som beskrevs av Muesebeck 1926. Meteorus tetralophae ingår i släktet Meteorus och familjen bracksteklar. Inga underarter finns listade i Catalogue of Life.